# Логанешты (Хынчештский район)
Логанешты (также Логэнешть; рум. Logăneşti) — село в Хынчештском районе Республики Молдова. Относится к сёлам, не образующим коммуну.

## География
Село расположено на высоте 152 метров над уровнем моря.

## Население
По данным переписи населения 2004 года, в селе Логэнешть проживает 4119 человек (2085 мужчин, 2034 женщины).
Этнический состав села:
| Национальность | Число жителей | Процентный состав |
| -------------- | ------------- | ----------------- |
| молдаване      | 4071          | 98,83             |
| румыны         | 28            | 0,68              |
| русские        | 8             | 0,19              |
| украинцы       | 5             | 0,12              |
| прочие         | 7             | 0,17              |
| Всего          | 4119          | 100 %             |

## Известные уроженцы
- Габурич, Кирилл Васильевич (род. 1976) — молдавский политик, Премьер-министр Республики Молдова (2015).